# Мале Море

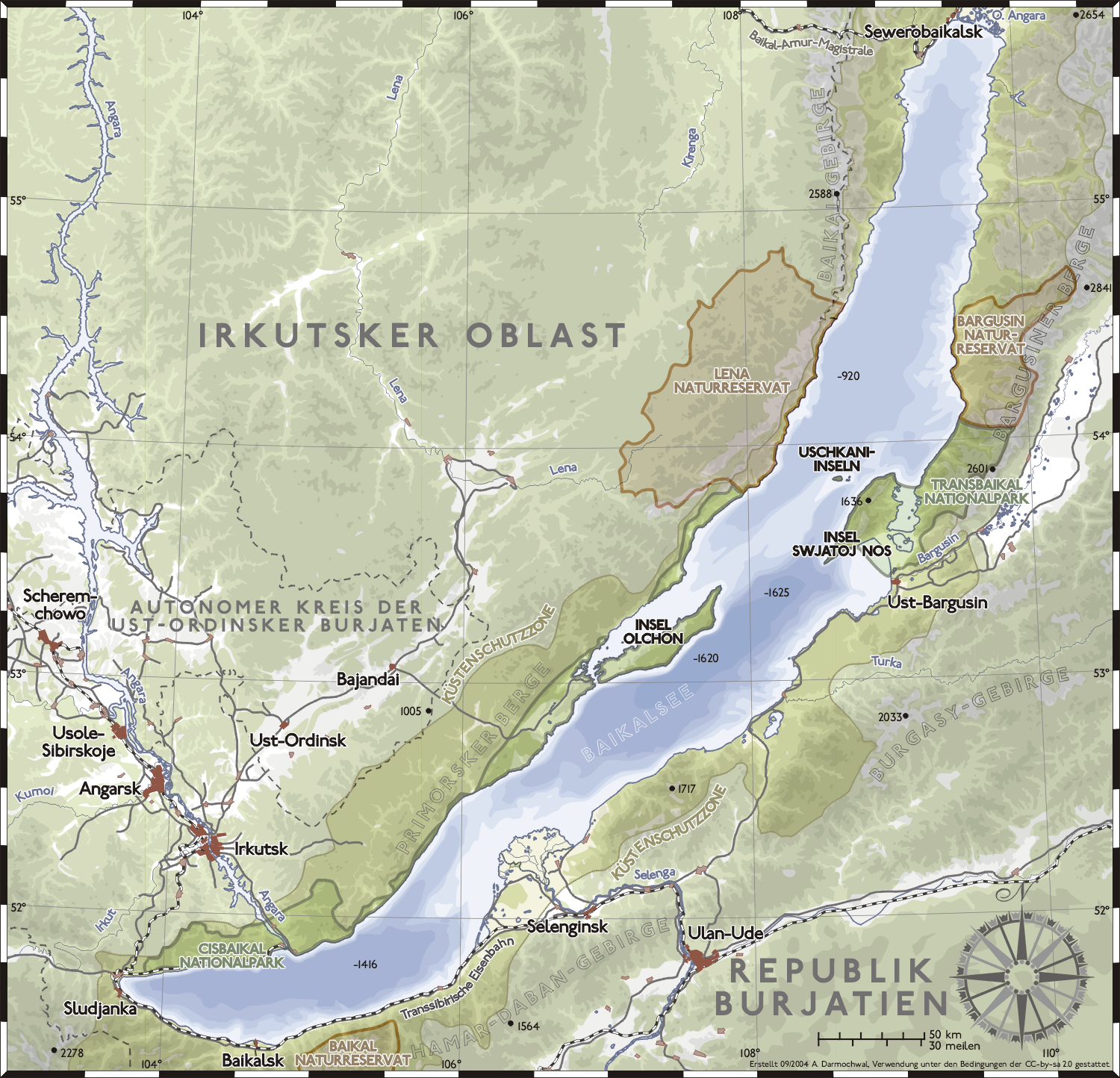
Карта Байкалу (Мале Море північніше Ольхону)

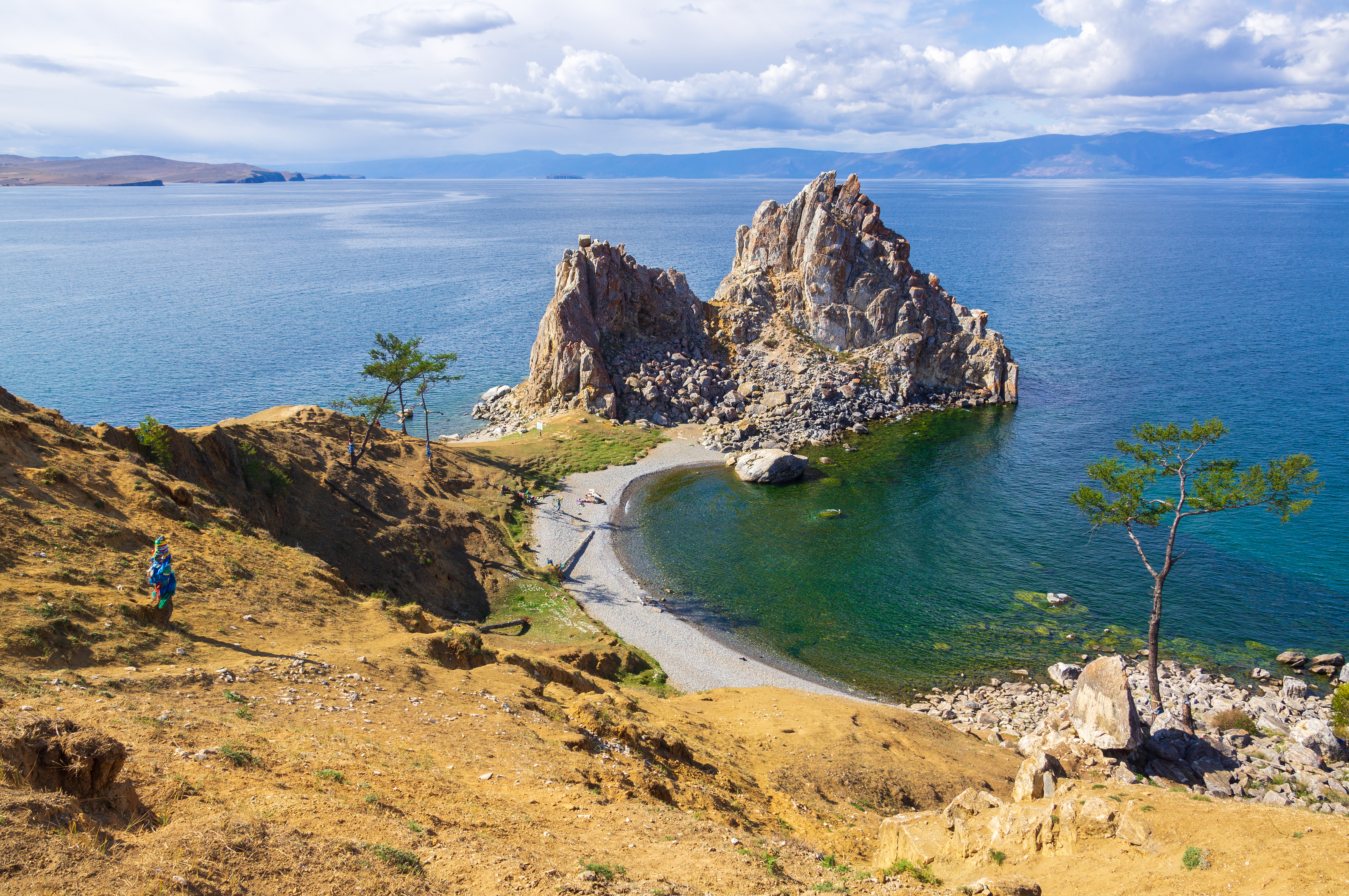
Скеля Шаманка

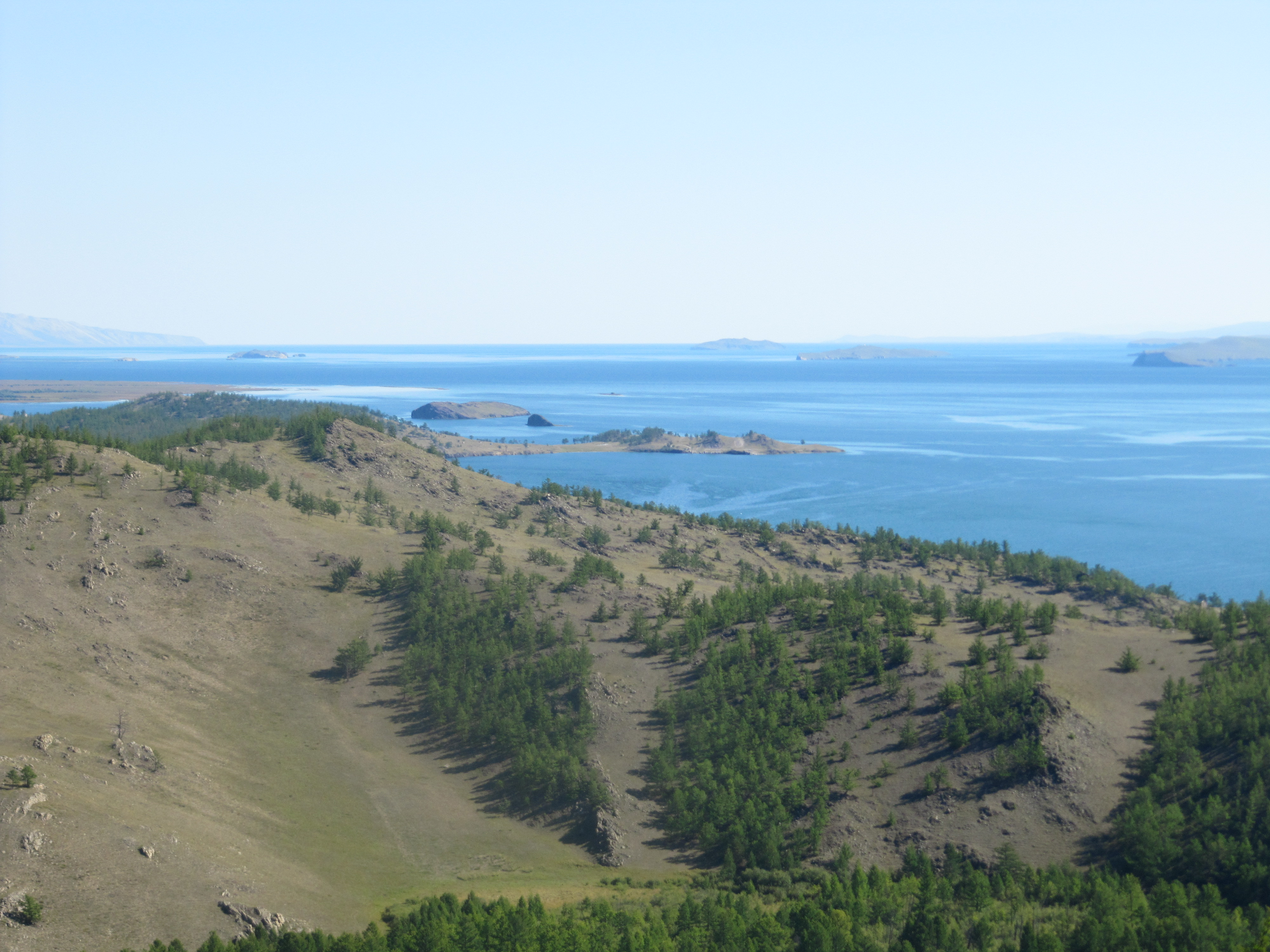
Краєвид на Мале Море в районі р. Сарма

Мале Море (бур. Нарин далай- «вузьке море») — частина озера Байкал у середньому його відтинку, відокремлена островом Ольхон. Акваторія Малого Моря є у складі Прибайкальського національного парку, Іркутська область.
Довжина Малого Моря — близько 70 км. Ширина — від 5 до 16 км. Глибина — до 210 м у північній частині. Уздовж північно-західного берега простягається Приморський хребет (1746 м). Рослинність берегів гірсько-тайгова, у гирлах річок — степова. Є рухливі піски. На південному заході Мале Море пов'язано з Байкалом протокою Ольхонська Брама, на північний захід від якої знаходиться затока Мухор.
У Малому Море знаходяться острови Іжілхей, Замогой, Огой, Ольтрек, Хібін тощо. На узбережжі виділяються миси Арал, Зундук, Ото-Хушун, Улан-Ханський, Уюга, Хадарта (материкове узбережжя), Хобой, Скеля Шаманка, Кобиляча Голова, Будун, Шибетський (острів Ольхон). У Мале Море впадають річки Сарма, Курма тощо.
Розвинене рибальство. Водяться осетер, голомянки, байкальський омуль, харіус, сиг, окунь, щука, ялець.
На узбережжі розташовані населені пункти Ольхонського району Іркутської області: Хужир, Харанци, Піщана, Курма, Сарма і численні малі готелі та турбази.